# 余晋龢
余 晋龢（よ しんわ、1887年 - 1947年1月21日）は中華民国の政治家。中華民国臨時政府・南京国民政府（汪兆銘政権）華北政務委員会の要人で、北京特別市長を務めた。字は幼耕、 幼庚。

## 事績
日本に留学し、1906年（光緒32年）、東京憲兵練習所を、1911年（宣統3年）、陸軍士官学校をそれぞれ卒業した。帰国後は、陸軍部参事、憲兵学校教官を歴任している。1922年（民国11年）、青島港政局局長に任ぜられた。
1931年（民国20年）2月、余晋龢は青島市政府で参事、公安局局長を務めた。1933年（民国22年）12月、北京特別市で公安局局長、参議、外交室主任となる。1935年（民国24年）12月、廈門市市長となった。しかし短期間で辞任し、翌年、国民政府外交部特派員に任ぜられた。
日中戦争（抗日戦争）勃発後、余晋龢は中華民国臨時政府に加わる。1938年（民国27年）1月5日、北京特別市市長兼警察局局長に特任された。同年4月27日、臨時政府委員（議政委員会委員。特任官）を兼任する。
1940年（民国29年）3月30日、南京国民政府（汪兆銘政権）に臨時政府が合流し、華北政務委員会に改組される。同日、余晋龢は同委員会委員に特派され、北京特別市市長にも重任した。1943年（民国32年）1月、華北政務委員会常務委員に昇格し、同委員会建設総署督弁に任命された。2月、全国籌堵黄河中牟決口委員会主任委員に、3月、全国経済委員会常務委員に、それぞれ任命された。
日本敗北後、余晋龢は天津で蔣介石の国民政府に逮捕された。漢奸として南京の首都高等法院で審理されていた最中に余は脳出血を発症したが、審理は続行されて1946年（民国35年）11月9日に無期懲役判決を受けた。まもなく病状は悪化し、翌1947年（民国36年）1月21日に（南京）鼓楼病院で死去した。享年61。